# 2018년 와가두구 테러
2018년 3월 2일 부르키나파소 와가두구의 프랑스 대사관과 국방부 본부에 대한 테러가 발생하였다.
이 테러로 30명이 사망하고 85명이 부상을 입었다.